# Национальный межуниверситетский союз
Национальный межуниверситетский союз (фр. Union nationale inter-universitaire) — французская правая студенческая организация, создана для противостояния леворадикальным тенденциям Красного мая 1968. Консолидировала студентов-голлистов и националистов, активно конфликтовала с коммунистами и социалистами. Выступает с национал-консервативных позиций за традиционные ценности, свободу образования, против студенческих забастовок, левого влияния и культурного марксизма. Поддерживала президента де Голля и голлистские партии ЮДР, ОПР, СНД, оперативно сотрудничала с силовой структурой SAC. Участвовала в создании MIL. С 2015 связана с партией Республиканцы, некоторые активисты — с ультраправым Отвоеванием.

## Правые в «Красный май»
Майские события 1968 года во Франции активизировали не только леворадикальные и прокоммунистические, но и правые силы французской университетской среды. Многие студенты поддержали президента Шарля де Голля, участвовали в массовой продеголлевской демонстрации 30 мая 1968. Организующую роль взяли на себя профессора Сорбонны литературные критики Жак Ружо и Фредерик Делоффр, академик-историк Пьер де Вернежуль, военный репортёр Le Figaro Жан-Франсуа Шовель, астрофизик Жерар Дори, студентка Sciences Po - IEP Paris Сюзанна Мартон. Именно Мартон, ставшая самым молодым членом руководства партии Союз демократов в поддержку республики (ЮДР), уже в начале 1968 предупреждала о взрывоопасной обстановке в университетских общежитиях.
Летом 1968 Мартон встретилась с Жаком Фоккаром — ближайшим соратником де Голля, генеральным секретарём по делам Африки и Мадагаскара, неофициальным руководителем силовой структуры Служба гражданского действия (SAC). Она предложила создать молодёжно-студенческую организацию на позициях голлизма — для борьбы с «подрывной деятельностью марксистов». Фоккар одобрил инициативу и скоординировал её с группой поддержки Ружо. Первые организационные собрания проводились в офисе голлистской силовой структуры SAC, при участии Жака Фоккара и Пьера Дебизе. Курировать проект Фоккар получил своему близкому сотруднику, советнику нескольких президентов «Франсафрики» Филиппу Леттерону.
Учредительные документы были поданы 12 февраля 1969. Организация получила название Национальный межуниверситетский союз (UNI). Первым президентом (председателем) UNI стал Жак Ружо , генеральным секретарём — Сюзанна Мартон.

## Консервативная молодёжь

### В системе Фоккара
UNI объединил студентов-голлистов — правоконсервативных сторонников Пятой республики, убеждённых националистов и антикоммунистов. Левые силы, прежде всего Французская компартия (ФКП), воспринимались как антинациональное орудие СССР в глобальной Холодной войне. Создатели UNI призвали покончить с положением, когда «университеты являются питательной средой и кадровым резервуаром ФКП». UNI провозглашал «единение всех, кто стремится вывести национальное образование из-под коммунистического и левого захвата, защитить свободу, бороться против всех форм подрывной деятельности».
Важным направлением деятельности UNI являлась борьба против закона Фора. Парадоксальным образом студенты выступали против расширения автономии университетов и студенческого участия в управлении. Молодые консерваторы видели во всём этом лишь укрепление «красной базы» и новые возможности прокоммунистической агитации. (Хотя депутаты ФКП в Национальном собрании не поддержали закон.) На этой почве UNI конфликтовал даже с другими молодёжными организациями голлистов.
При UNI был учреждён интеллектуально-издательский «мозговой трест» — Centre d'études et de diffusion — Студенческий центр распространения. Издавались бюллетени и журналы L’action universitaire — Университетское действие, Vie étudiante — Студенческая жизнь, Solidarité Atlantique — Атлантическая солидарность, Fer de lance — Острие копья.
В 1969 Шарля де Голля на президентском посту сменил Жорж Помпиду. Он высоко ценил UNI, видя в союзе фактор стабилизации. Помпиду регулярно встречался с Мартон, внимательно её выслушивал и обычно проявлял понимание. Однако после смерти Помпиду в 1974 президентом был избран не голлист Жак Шабан-Дельмас, а представитель либерального СФД Валери Жискар д’Эстен. Мартон потеряла доступ в Елисейский дворец и была отстранена с поста генерального секретаря UNI. Её сменил Жерар Дори, старавшийся объединить в рамках UNI все правые антикоммунистические направления — от либералов до крайних националистов. Первым лицом UNI оставался Жак Ружо.
UNI отличался активностью, энергией, упорством. Являлся важным элементом правоголлистской инфраструктуры, сформированной под эгидой Жака Фоккара. Стержнем этой системы являлась SAC Пьера Дебизе с функцией силового контроля. Комитеты защиты республики Ива Лансьена организовали голлистские ячейки по месту жительства и наладили информационную систему. «Жёлто»-корпоративистское профобъединение Французская конфедерация труда Жака Симакиса и Огюста Блана боролась против левого забастовочного движения на промышленных предприятиях. В ведении UNI находилась работа со студенческой молодёжью и интеллигенцией, интеллектуальные изыскания, идеологическая подготовка кадров.

### В партийной политике
В 1981 UNI крайне негативно отнёсся к избранию президентом социалиста Франсуа Миттерана и правительству Пьера Моруа с участием коммунистов. Активисты вели массированную агитацию против «социал-коммунистического правления». В 1983—1984 UNI поднял мощные протесты против университетской реформы, инициированной министром-социалистом Альбером Савари — Жак Ружо называл реформу «консолидацией власти левых, особенно коммунистов». Активное участие принял UNI в создании правоголлистского Движения инициативы и свободы (MIL) — непримиримой оппозиции Миттерану. Первым председателем MIL стал Жак Ружо, его преемник Андре Декок работал в службе безопасности университетского союза. Через четверть века после создания MIL, на съезде в 2006, Ружо выступил с речью о «необходимости подавления левых в интересах национальной безопасности».
Деятельность UNI поддержал международный представитель американского профобъединения АФТ-КПП Ирвинг Браун, организатор антикоммунистических профсоюзов в странах Западной Европы. Браун настоял на выделении для UNI 565 тысяч долларов от Национального фонда демократии.
К концу 1980-х в дискурсе UNI появилась антииммигрантская риторика — делались попытки перехватить электорат Национального фронта (НФ) Жан-Мари Ле Пена. «Миттеран — это право голосовать за иммигрантов» — писали активисты UNI на предвыборных плакатах президента в 1988. В тот период установить контроль на UNI пытался министр внутренних дел Шарль Паскуа, но не смог одолеть прочное руководство Фоккара.
Политически UNI тесно сотрудничал с голлистскими партиями — ЮДР, Объединение в поддержку республики, Союз за народное движение (СНД). На президентских выборах 1995 и 2002 союз активно участвовал в кампаниях Жака Ширака, на президентских выборах 2007 и 2012 — в кампаниях Николя Саркози. (В 2007 со студенческим задором обыгрывалась «королевская» фамилия соперницы Саркози социалистки Сеголен Руаяль — саркастично выдвигались антироялистские лозунги, восходящие к памфлетам времён ВФР.) На выборах 2017 выступали за Франсуа Фийона. В 2022 UNI не вполне определился: в качестве голлистского кандидата позиционировалась Валери Пекресс, чьи социальные предложения (например, по жилищному строительству) союз подверг резкой критике. C 2015 UNI поддерживает партию Республиканцы. Однако, хотя многие активисты состоят в обеих организациях, официальных заявлений такого рода не делается. К президенту Эмманюэлю Макрону отношение UNI негативно (как и отношение MIL) — он воспринимается как «левый социал-демократ».
Политические условия во Франции 1980—2020-х сильно отличались от 1960—1970-х. Силовые конфликты и тайные операции стали пресекаться и преследоваться; уже в 1982 была распущена SAC. С другой стороны, события рубежа 1980—1990-х — революции 1989 года, распад СССР — дезактуализировали угрозу коммунизма, борьба против которой являлась фундаментальной основой политики UNI. Однако UNI сумел позиционироваться в изменившихся условиях как правая студенческая организация. Главными противниками, вместо компартии и Советского блока, стали такие явления, как культур-марксизм, коммунитаризм, исламизм, мультикультурализм, принудительная политкорректность, нарушение гендерной идентичности, позитивная дискриминация.

## На новом этапе
После сорокалетнего председательства Жака Ружо в 2009 был избран новый лидер UNI — Оливье Вьяль, аспирант Университета Пантеон-Ассас, выпускник Института французской прессы, специалист по истории французского кино. Член руководящего органа «Республиканцев», Вьяль известен как решительный противник «блокировок» — студенческих забастовок. Позиционируется как голлист и националист. В 2010 часть активистов UNI участвовала в создании Студенческого движения (MET) — идеологически правого, но политически самостоятельного, не связанного с партией СНД. Однако в 2015 MET прекратило существование.
Контактов UNI с НФ не отмечалось. Радикальные члены UNI бывают связаны с Движением за Францию Филиппа де Вилье и Отвоеванием Эрика Земмура. Контактов с НФ не установлено. В 1980-х фиксировалось участие некоторых членов UNI в силовых акциях ультраправой молодёжной группировки Группа союзной обороны, но организационных связей при этом не поддерживалось. В то же время UNI считается полезной для системных голлистских партий ещё и тем, что создаёт опосредованную связь с крайне правыми, позволяет ориентироваться в этой среде и политике.
При UNI ситуативно формируются комитеты, аналитические центры, группы действий по конкретным вопросам. С 2012 Оливье Вьяль возглавляет три структуры изучения левых теорий — в сферах гендерных отношений, образования и этики. Задача состоит в выработке методов противодействия. Активисты UNI проявляли себя в разных ситуациях — реставрации конной статуи Наполеона в Руане (уже списанной городской администрацией), защита гренобльских профессоров от обвинений в «исламофобии» и «фашизме», против «хартии гендерного стирания» (нивелировки мужского и женского начал) в Оверньском университете Клермон-Феррана.
В мае 2018 торжественно отмечалось 50-летие UNI. В своей речи Оливье Вьяль напомнил историю союза, его заслуги в отстаивании традиционных правых ценностей, подтвердил готовность к будущим непростым боям. Активисты и сторонники UNI рассматривают союз как «школу боевой подготовки» и ударную силу оппозиции.

## Известные политики, состоявшие в UNI
- Николя Саркози, президент Франции в 2007—2012
- Франсуа Фийон, премьер-министр Франции в 2007—2012
- Мишель Аллио-Мари, министр обороны, внутренних дел, юстиции, иностранных дел в правительствах 2002—2011
- Роже Каручи, первый вице-председатель сената с 2020
- Рено Мюзелье, госсекретарь по иностранным делам в 2002—2005
- Лоран Вокье, министр высшего образования в 2011—2012
- Жан-Франсуа Копе, председатель Союза за народное движение в 2012—2014
- Кристиан Жакоб, председатель партии «Республиканцы» в 2019—2022
- Ксавье Бертран, министр труда в 2010—2012